# Protonarthron diabolicum
Protonarthron diabolicum là một loài bọ cánh cứng trong họ Cerambycidae.